# Князь Тырновский
Князь Тырновский (болг. Княз Търновски) ― титул, ранее даровавшийся первенцу болгарского монарха, наследнику престола.
Тырново (Велико-Тырново) ― старая болгарская столица. Был самым сильным болгарским укрепленным городом во времена Средневековья между XII и XIV веками, а также самым важным политическим, экономическим, культурным и религиозным центром Болгарского царства. В XIV веке, по мере ослабления Византийской империи, Тырново начал претендовать на роль третьего Рима благодаря своему сильному культурному влиянию на Балканах, особенно в отношении православных славян полуострова.
В 1393 году, после яростного сопротивления, оказываемого на протяжении трёхмесячной осады, Тырново был захвачен и всё Болгарское царство пало в результате вторжения Османской империи. Болгарский царь Иван Шишман перенёс свою резиденцию в замок в Никополе, хотя и принял титул князя Тырново (болг. Господин Търновски).
В 1593 году потомок средневековой династии Шишманов Теодор Баллина из Никополя принял титул князя Тырново. Он также был лидером Первого Тырновского восстания против владычества Османской империи. В 1686 году Ростислав Страшимирович, ещё один потомок династии и лидер Второго Тырновского восстания, также принял данный титул. Во время Третьего Тырновского восстание в 1835 году, титул также был принят вождём восстания Велхо Атанасовым.
После своего отречения от болгарского престола, князь Александр Батенберг претендовал на титул князя Тырново и пользовался им до самой своей смерти.
В 1894 первый сын царя Фердинанда I, Борис, как кронпринц, то есть наследник болгарского престола, получил титул князя Тырново. Использование титула было продолжено царской семьёй Болгарии и после упразднения монархии в 1946 году. Супруга князя носит титул княгини Тырновской (болг. Княгиня Търновска). На данный момент титул носит князь Борис (род. 1997), герцог Саксонский, старший сын князя Кардама (1962―2015), внук царя Симеона II.

## Список князей Тырновских
| портрет | имя                     | с    | по   | династия           | герб |
| ------- | ----------------------- | ---- | ---- | ------------------ | ---- |
|         | Иван Шишман             | 1393 | 1395 | Шишмановичи        |      |
|         | Теодор Баллина          | 1593 | 1593 | Шишмановичи        |      |
|         | Ростислав Страшимирович | 1686 | 1686 | Шишмановичи        |      |
|         | Велхо Атанасов          | 1835 | 1835 | Атанасовы          |      |
|         | Александр Баттенберг    | 1886 | 1893 | Гессены            |      |
|         | Борис III               | 1894 | 1918 | Саксен-Кобург-Гота |      |
|         | Симеон II               | 1937 | 1943 | Саксен-Кобург-Гота |      |

## Претенденты на титул после свержения монархии
| Портрет | Название          | От   | До   | Династия           | Герб |
| ------- | ----------------- | ---- | ---- | ------------------ | ---- |
|         | Кардам Тырновский | 1962 | 2015 | Саксен-Кобург-Гота |      |
|         | Борис             | 2015 | —    | Саксен-Кобург-Гота |      |